# Hydrocyphon satoi
Hydrocyphon satoi es una especie de coleóptero de la familia Scirtidae.

## Distribución geográfica
Habita en Japón.